# 아마존 머신 이미지
아마존 머신 이미지(Amazon Machine Image, AMI)는 EC2 안에 가상 머신을 생성하기 위해 사용되는 특수한 유형의 가상 어플라이언스이다. EC2를 사용하여 배포하는 서비스의 디플레이의 기본 단위 역할을 한다.

## 내용물
모든 가상 어플라이언스와 마찬가지로 AMI의 주 구성 요소는 운영 체제(예: 리눅스, 유닉스, 마이크로소프트 윈도우), 그리고 서비스 전달에 필요한 추가 소프트웨어를 포함하는 읽기 전용 파일 시스템 이미지이다.
AMI는 다음을 포함한다:
- 인스턴스(예: 운영 체제, 애플리케이션 서버, 애플리케이션)의 루트 볼륨용 템플릿
- 어느 AWS 계정이 인스턴스 실행을 위해 AMI를 사용할 수 있는지를 통제하는 런치 퍼미션
- 런칭 시 인스턴스에 부착되는 볼륨을 특정하는 블록 장치 매핑

AMI 파일시스템은 압축되고 암호화되고 서명되며 여러 10 MB 덩어리로 분리되며 저장을 위해 아마존 S3에 업로드된다. XML 매니페스트 파일에는 이름, 버전, 아키텍처, 기본 커널 id, 암호화 키, 파일시스템 덩어리별 다이제스트를 포함한 AMI의 정보를 저장한다.

## 운영 체제
2006년 8월 런칭 시점에 EC2 서비스는 리눅스를, 나중에는 썬 마이크로시스템즈 오픈솔라리스와 솔라리스 익스프레스 커뮤니티 에디션을 제공하였다. 2008년 10월, EC2는 사용 가능 운영 체제 목록에 윈도우 서버 2003, 윈도우 서버 2008 운영 체제를 추가하였다. 2010년 12월 기준으로, FreeBSD에서의 동작이 보고되었다. 2011년 3월, NetBSD AMI의 이용이 가능하게 되었다. 2012년 11월 윈도우 서버 2012 지원이 추가되었다.

### 아마존 리눅스 AMI
아마존은 레드햇 엔터프라이즈 리눅스(즉, CentOS도 마찬가지)와 바이너리가 대부분 호환되는 자신만의 리눅스 배포판을 가지고 있다. 2010년 개발에 들어가 2011년 9월부터 대중적으로 이용이 가능하게 되었다. 오리지널 아마존 리눅스의 마지막 릴리스는 버전 2018.03이며 리눅스 커널 버전 4.14를 사용한다. 아마존 리눅스 2는 2018년 6월 발표되었다.

## 이미지 종류
- Public: 누구나 사용할 수 있는 AMI.
- Paid: Amazon DevPay에 등록된 구매형 AMI. 구독자라면 누구든지 사용이 가능하다.
- Shared: 개발자에 의해 접근이 허용된 아마존 EC2 사용자만이 사용할 수 있는 비공개 AMI.